# (4375) Kiyomori
(4375) Kiyomori ist ein Hauptgürtelasteroid, der am 28. Februar 1987 von Tsuneo Niijima und Takeshi Urata vom Observatorium in Ōta aus entdeckt wurde.
Der Asteroid wurde nach dem japanischen General Taira no Kiyomori (1118–1181) benannt.